# Добрешть (Біхор)
Добрешть, Добрешті (рум. Dobrești) — село у повіті Біхор в Румунії. Адміністративний центр комуни Добрешть.
Село розташоване на відстані 399 км на північний захід від Бухареста, 37 км на південний схід від Ораді, 100 км на захід від Клуж-Напоки, 145 км на північний схід від Тімішоари.

## Населення
За даними перепису населення 2002 року у селі проживала 1991 особа.
Національний склад населення села:
| Національність | Кількість осіб | Відсоток |
| -------------- | -------------- | -------- |
| румуни         | 1262           | 63,4%    |
| цигани         | 715            | 35,9%    |
| українці       | 7              | 0,4%     |
| угорці         | 6              | 0,3%     |

Рідною мовою назвали:
| Мова       | Кількість осіб | Відсоток |
| ---------- | -------------- | -------- |
| румунська  | 1260           | 63,3%    |
| циганська  | 715            | 35,9%    |
| угорська   | 8              | 0,4%     |
| українська | 7              | 0,4%     |